# Largo Winch
Largo Winch är en belgisk tecknad serie författad och tecknad av Jean Van Hamme och Philippe Francq.
Mellan 1990 och 2019 har serien kommit ut i 22 album på originalspråket franska.

## Handling
Serien handlar om en föräldralös man vars adoptivfar Nerio Winch äger flera företag och är miljardär. Nerio dör och adoptivsonen Largo ärver allting. Han blir nu miljardär och börjar sitt nya liv.

### Rollfigurer
- Largo Winch
- Freddy Kaplan
- Simon
- Jessie Remington
- Silky Song

## Produktion
Serien lanserades i början av 1990-talet och har i Sverige publicerats i Agent X9. I den tidningen kallas Largo Winch för "mannen med dom blå jeansen".

## Utgivning

### Seriealbum
1. Arvtagaren
2. W-gruppen
3. O.P.A
4. Busnies Blues
5. H
6. Dutch Connection
7. Fästningen på Makiling
8. Tigerns Timme
9. Se Venedig...
10. ...Och Sedan dö
11. Golden Gate
12. Shadow
13. Priset på pengar
14. Dollarns lag

## Bearbetningar
Largo Winch har också gjorts som tv-serie och film.
1. Largo Winch (tv-serie 2001-2003), med Paolo Seganti m.fl.
2. Largo Winch (2008), med Tomer Sisley, Kristin Scott Thomas, Miki Manojlovic, Mélanie Thierry m.fl.
3. Largo Winch II: The Burma Conspiracy (2011), med Tomer Sisley, Sharon Stone, Ulrich Tukur, m fl.

## Spel
- Largo Winch.//Commando SAR
- Largo Winch: Empire Under Threat